# Liste der Reichstagsabgeordneten Ungarns (12. Wahlperiode)
Die Liste der Reichstagsabgeordneten Ungarns (12. Wahlperiode) führt alle Parlamentarier im Abgeordnetenhaus des ungarischen Reichstags der 12. Wahlperiode auf, die nach der Parlamentswahl 1906 begann und bis 1910 dauerte.

## Gewählte Abgeordnete nach Wahlkreisen
In jedem der Wahlkreise wurde nach absolutem Mehrheitswahlrecht ein Abgeordneter gewählt.
| Komitat Abaúj-Torna            | Komitat Abaúj-Torna              | Komitat Abaúj-Torna              |
| ------------------------------ | -------------------------------- | -------------------------------- |
| Garbócbogdány                  | László Hammersberg               | Unabhängigkeits- und 48er Partei |
| Gönc                           | Bertalan Nemes                   | Unabhängigkeits- und 48er Partei |
| Görgő                          | Károly Várady                    | Unabhängigkeits- und 48er Partei |
| Kassa                          | Gyula Andrássy                   | Nationale Verfassungspartei      |
| Nagyida                        | László Semsey                    | Nationale Verfassungspartei      |
| Szepsi                         | Béla Zichy                       | Nationale Verfassungspartei      |
| Szikszó                        | László Szalay                    | Unabhängigkeits- und 48er Partei |
| Szin                           | János Hadik                      | Nationale Verfassungspartei      |
| Komitat Alsó-Fehér             |                                  |                                  |
| Abrudbánya                     | Gyula Rosenberg                  | Nationale Partei der Arbeit      |
| Alvinc                         | Iuliu Maniu                      | Rumänische Nationalpartei        |
| Gyulafehérvár                  | Mihály László                    | parteilos                        |
| Magyarigen                     | Sándor Vajda                     | Rumänische Nationalpartei        |
| Marosújvár                     | József Horváth                   | Unabhängigkeits- und 48er Partei |
| Nagyenyed                      | János Gáspár                     | Unabhängigkeits- und 48er Partei |
| Vízakna                        | Gyula Markbreit                  | Nationale Verfassungspartei      |
| Komitat Arad                   |                                  |                                  |
| Arad                           | Béla Barabás                     | Unabhängigkeits- und 48er Partei |
| Borosjenő                      | János Suciu                      | Rumänische Nationalpartei        |
| Jószáshely                     | Miklós Oncu                      | Rumänische Nationalpartei        |
| Kisjenő                        | Zoárd Lázár                      | Unabhängigkeits- und 48er Partei |
| Pécska                         | Dezső Vásárhelyi                 | Unabhängigkeits- und 48er Partei |
| Radna                          | László Goldis                    | Rumänische Nationalpartei        |
| Újszentanna                    | György Mahler                    | Unabhängigkeits- und 48er Partei |
| Világos                        | István Pop                       | Rumänische Nationalpartei        |
| Komitat Árva                   |                                  |                                  |
| Alsókubin                      | Béla Csitáry                     | Katholische Volkspartei          |
| Bobró                          | Ferenc Szkicsák                  | Slowakische Nationalpartei       |
| Komitat Baranya                |                                  |                                  |
| Dárda                          | Sándor Csányi                    | Unabhängigkeits- und 48er Partei |
| Mohács                         | Béla Ferdinándy                  | Unabhängigkeits- und 48er Partei |
| Pécsvárad                      | Béla Egry                        | Unabhängigkeits- und 48er Partei |
| Sásd                           | György Kerese                    | Unabhängigkeits- und 48er Partei |
| Siklós                         | Lajos Tolnay                     | Unabhängigkeits- und 48er Partei |
| Szalánta                       | Tihamér Somssich                 | Unabhängigkeits- und 48er Partei |
| Szentlőrinc                    | Ferenc Jeszenszky                | Unabhängigkeits- und 48er Partei |
| Komitat Bars                   |                                  |                                  |
| Aranyosmarót                   | Sándor Karácsonyi                | Katholische Volkspartei          |
| Körmöcbánya                    | Ferenc Vizy                      | Unabhängigkeits- und 48er Partei |
| Léva                           | József Madarász                  | Unabhängigkeits- und 48er Partei |
| Újbánya                        | Károly Wildfeuer                 | Katholische Volkspartei          |
| Komitat Bács-Bodrog            |                                  |                                  |
| Apatin                         | Sándor Hadik                     | Nationale Verfassungspartei      |
| Bácsalmás                      | Pál Lázár                        | Unabhängigkeits- und 48er Partei |
| Bácstóváros                    | István Adamovich                 | Katholische Volkspartei          |
| Baja                           | Aladár Rajk                      | Unabhängigkeits- und 48er Partei |
| Hódság                         | János Ertl                       | parteilos                        |
| Kerény                         | Jószef Fernbach                  | Unabhängigkeits- und 48er Partei |
| Kölpény                        | Milan Hodža                      | Slowakische Nationalpartei       |
| Óbecse                         | Endre Mihajlovits                | Nationale Verfassungspartei      |
| Ókanizsa                       | Márton Lovászy                   | Unabhängigkeits- und 48er Partei |
| Regőce                         | Mór Lányi                        | Unabhängigkeits- und 48er Partei |
| Szabadka I                     | Károly Varga                     | Unabhängigkeits- und 48er Partei |
| Szabadka II                    | Simon Mukics                     | Unabhängigkeits- und 48er Partei |
| Titel                          | Demeter Musitzky                 | Serbische Nationalpartei         |
| Újvidék                        | Lajos Szlezák                    | Nationale Partei der Arbeit      |
| Verbász                        | Ernő Baloghy                     | Unabhängigkeits- und 48er Partei |
| Zenta                          | Andor Lovászy                    | Unabhängigkeits- und 48er Partei |
| Zombor                         | Péter Fernbach                   | Unabhängigkeits- und 48er Partei |
| Komitat Bereg                  |                                  |                                  |
| Felvidék                       | Ödön Bartha                      | Unabhängigkeits- und 48er Partei |
| Mezőkászony                    | Lajos Hirtenstein                | Unabhängigkeits- und 48er Partei |
| Munkács                        | Lajos Fried                      | Unabhängigkeits- und 48er Partei |
| Tiszahát                       | Imre Uray                        | Unabhängigkeits- und 48er Partei |
| Komitat Beszterce-Naszód       |                                  |                                  |
| Beszterce                      | Godofréd Kualesz                 | Nationale Verfassungspartei      |
| Naszód                         | János Ciocian                    | parteilos                        |
| Komitat Békés                  |                                  |                                  |
| Békés                          | Ferenc Kecskeméthy               | Unabhängigkeits- und 48er Partei |
| Békéscsaba                     | András L. Áchim                  | Bauernpartei                     |
| Gyoma                          | Károly Fábry                     | Unabhängigkeits- und 48er Partei |
| Gyula                          | József Schriffert                | Unabhängigkeits- und 48er Partei |
| Orosháza                       | József Veress                    | Unabhängigkeits- und 48er Partei |
| Szarvas                        | Dániel Haviár                    | Unabhängigkeits- und 48er Partei |
| Komitat Bihar                  |                                  |                                  |
| Báránd                         | Bálint Illyés                    | Unabhängigkeits- und 48er Partei |
| Belényes                       | Ferenc Barta                     | Unabhängigkeits- und 48er Partei |
| Berettyóújfalu                 | Gyula Leszkay                    | Unabhängigkeits- und 48er Partei |
| Bihar                          | Lajos Rigó                       | Unabhängigkeits- und 48er Partei |
| Cséke                          | Andor Korda                      | Unabhängigkeits- und 48er Partei |
| Élesd                          | Zsigmond Farkasházy              | Unabhängigkeits- und 48er Partei |
| Hosszúpályi                    | Péter Marjay                     | Unabhängigkeits- und 48er Partei |
| Margitta                       | Mór Szatmári                     | Unabhängigkeits- und 48er Partei |
| Nagyvárad                      | Béla Barabás                     | Unabhängigkeits- und 48er Partei |
| Nagyszalonta                   | Mihály Balog                     | Unabhängigkeits- und 48er Partei |
| Székelyhíd                     | Ákos Molnár                      | Unabhängigkeits- und 48er Partei |
| Tenke                          | Béla Horthy                      | Unabhängigkeits- und 48er Partei |
| Komitat Borsod                 |                                  |                                  |
| Dédes                          | Hebrony József                   | Unabhängigkeits- und 48er Partei |
| Edelény                        | Géza Melczer                     | Unabhängigkeits- und 48er Partei |
| Mezőcsát                       | Béla Kubik                       | Unabhängigkeits- und 48er Partei |
| Mezőkeresztes                  | István Bottlik                   | Unabhängigkeits- und 48er Partei |
| Mezőkövesd                     | József Majthényi                 | Unabhängigkeits- und 48er Partei |
| Miskolc I                      | Adolf Leitner                    | Unabhängige Demokraten           |
| Miskolc II                     | Ákos Bizony                      | Unabhängigkeits- und 48er Partei |
| Szirmabesenyő                  | András Gaál                      | Unabhängigkeits- und 48er Partei |
| Komitat Brassó                 |                                  |                                  |
| Brassó I                       | Traugott Copony                  | parteilos                        |
| Brassó II                      | József Szterényi                 | Nationale Verfassungspartei      |
| Szászhermány                   | Vilmos Kopony                    | Nationale Verfassungspartei      |
| Vidombák                       | Károly Schmidt                   | Nationale Verfassungspartei      |
| Komitat Csanád                 |                                  |                                  |
| Battonya                       | Lajos Návay                      | Nationale Verfassungspartei      |
| Makó                           | Gyula Justh                      | Unabhängigkeits- und 48er Partei |
| Nagylak                        | Sándor Nagy                      | Unabhängigkeits- und 48er Partei |
| Komitat Csík                   |                                  |                                  |
| Csíkkarcfalva                  | Ferenc Török                     | Unabhängigkeits- und 48er Partei |
| Csíkszentmárton                | György Nagy                      | Unabhängigkeits- und 48er Partei |
| Csíkszereda                    | Domonkos Györgypál               | Unabhängigkeits- und 48er Partei |
| Gyergyószentmiklós             | Vilmos Sümegi                    | Unabhängigkeits- und 48er Partei |
| Komitat Csongrád               |                                  |                                  |
| Csongrád                       | Antal Faragó                     | Unabhängigkeits- und 48er Partei |
| Hódmezővásárhely               | Gyula Endrey                     | Unabhängigkeits- und 48er Partei |
| Szeged I                       | Dezső Bánffy                     | parteilos                        |
| Szeged II                      | Károly Becsey                    | Unabhängigkeits- und 48er Partei |
| Szegvár                        | Vilmos Mezőfi                    | Sozialdemokratische Partei       |
| Szentes                        | Jenő Molnár                      | Unabhängigkeits- und 48er Partei |
| Tápé                           | Béla Kelemen                     | Unabhängigkeits- und 48er Partei |
| Komitat Esztergom              |                                  |                                  |
| Dorog                          | István Zlinszky                  | Unabhängigkeits- und 48er Partei |
| Köbölkút                       | Miklós Szemere                   | Nationale Verfassungspartei      |
| Komitat Fejér                  |                                  |                                  |
| Bodajk                         | Lajos Batthyány                  | Nationale Verfassungspartei      |
| Csákvár                        | Gyula Horváth                    | Unabhängigkeits- und 48er Partei |
| Rácalmás                       | Tivadar Koller                   | Unabhängigkeits- und 48er Partei |
| Sárkeresztúr                   | József Madarász                  | Unabhängigkeits- und 48er Partei |
| Székesfehérvár                 | Jenő Zichy († 26. Dez. 1906)     | Unabhängigkeits- und 48er Partei |
| Vál                            | Andor Csontos                    | Unabhängigkeits- und 48er Partei |
| Komitat Fogaras                |                                  |                                  |
| Alsóárpás                      | Miklós Serbán                    | Rumänische Nationalpartei        |
| Fogaras                        | Kálmán Mikszáth († 28. Mai 1910) | parteilos                        |
| Komitat Gömör és Kishont       |                                  |                                  |
| Jolsva                         | Andor Szontágh                   | Nationale Verfassungspartei      |
| Kövi                           | Árpád Szentiványi                | Unabhängigkeits- und 48er Partei |
| Putnok                         | Mór Putnoky                      | Unabhängigkeits- und 48er Partei |
| Rimaszécs                      | László Draskóczy                 | Unabhängigkeits- und 48er Partei |
| Rimaszombat                    | István Bernáth                   | Nationale Verfassungspartei      |
| Rozsnyó                        | Géza Andrássy                    | Nationale Verfassungspartei      |
| Komitat Győr                   |                                  |                                  |
| Győr                           | Károly Hilbert                   | Unabhängigkeits- und 48er Partei |
| Pér                            | Gyula Markos                     | Unabhängigkeits- und 48er Partei |
| Tét                            | Lajos Pogány                     | Unabhängigkeits- und 48er Partei |
| Komitat Hajdú                  |                                  |                                  |
| Debrecen I                     | Kálmán Thaly († 26. Sep. 1909)   | Unabhängigkeits- und 48er Partei |
| Debrecen II                    | Samu Bakonyi                     | Unabhängigkeits- und 48er Partei |
| Debrecen III                   | Kálmán Szabó                     | Unabhängigkeits- und 48er Partei |
| Hajdúböszörmény                | János Benedek                    | Unabhängigkeits- und 48er Partei |
| Hajdúnánás                     | Viktor Rákosi                    | Unabhängigkeits- und 48er Partei |
| Hajdúszoboszló                 | János Justh                      | Unabhängigkeits- und 48er Partei |
| Nádudvar                       | Elek Papp                        | Unabhängigkeits- und 48er Partei |
| Komitat Háromszék              |                                  |                                  |
| Bereck                         | János Geréb                      | Unabhängigkeits- und 48er Partei |
| Ilyefalva                      | Zoltán Brázay                    | Unabhängigkeits- und 48er Partei |
| Kézdivásárhely (Kreis)         | Dezső Polónyi                    | Unabhängigkeits- und 48er Partei |
| Kézdivásárhely (Stadt)         | Endre Ráth                       | Unabhängigkeits- und 48er Partei |
| Kovászna                       | János Zakariás                   | Unabhängigkeits- und 48er Partei |
| Nagyajta                       | Géza Ferenczy                    | Unabhängigkeits- und 48er Partei |
| Sepsiszentgyörgy               | István Bene                      | Unabhängigkeits- und 48er Partei |
| Komitat Heves                  |                                  |                                  |
| Gyöngyös                       | Kálmán Török                     | Unabhängigkeits- und 48er Partei |
| Gyöngyöspata                   | Géza Csépán                      | Unabhängigkeits- und 48er Partei |
| Kápolna                        | János Samassa                    | Unabhängigkeits- und 48er Partei |
| Nagyfüged                      | Géza Hellebronth                 | Unabhängigkeits- und 48er Partei |
| Pétervására                    | Elemér Beniczky                  | Unabhängigkeits- und 48er Partei |
| Poroszló                       | György Malatinszky               | Unabhängigkeits- und 48er Partei |
| Komitat Hont                   |                                  |                                  |
| Ipolyság                       | Oszkár Ivánka                    | parteilos                        |
| Korpona                        | László Czobor                    | Nationale Verfassungspartei      |
| Selmecbánya                    | György Pallavicini               | Nationale Verfassungspartei      |
| Szalka                         | Ernő Kovács                      | Unabhängigkeits- und 48er Partei |
| Komitat Hunyad                 |                                  |                                  |
| Déva                           | Miklós Thoroczkay                | Nationale Verfassungspartei      |
| Dobra                          | Iván Moskovitz                   | Nationale Verfassungspartei      |
| Hátszeg                        | Aladár Ajtay                     | Nationale Verfassungspartei      |
| Körösbánya                     | Vazul Damián                     | Rumänische Nationalpartei        |
| Szászváros                     | Aurél Vlad                       | Rumänische Nationalpartei        |
| Vajdahunyad                    | Gábor Szentiványi                | Unabhängigkeits- und 48er Partei |
| Komitat Jász-Nagykun-Szolnok   |                                  |                                  |
| Jászberény                     | Albert Apponyi                   | Unabhängigkeits- und 48er Partei |
| Jászjákóhalma                  | László Okolicsányi               | Unabhängigkeits- und 48er Partei |
| Karcag                         | Dezső Pattantyús-Ábrahám         | Unabhängigkeits- und 48er Partei |
| Kunszentmárton                 | Árpád Bozóky                     | Unabhängigkeits- und 48er Partei |
| Mezőtúr                        | János Tóth                       | Unabhängigkeits- und 48er Partei |
| Szolnok                        | Emil Nagy                        | Unabhängigkeits- und 48er Partei |
| Törökszentmiklós               | Aladár Somogyi                   | Unabhängigkeits- und 48er Partei |
| Komitat Kis-Küküllő            |                                  |                                  |
| Balavásár                      | Artúr Petrevich-Horváth          | Nationale Verfassungspartei      |
| Dicsőszentmárton               | László Pataky                    | Unabhängigkeits- und 48er Partei |
| Erzsébetváros                  | Győző Issekutz                   | Nationale Verfassungspartei      |
| Komitat Kolozs                 |                                  |                                  |
| Bánffyhunyad                   | Sándor Tutsek                    | Unabhängigkeits- und 48er Partei |
| Gyalu                          | József Irsay                     | Unabhängigkeits- und 48er Partei |
| Kolozs                         | Gyula Gaál                       | Unabhängigkeits- und 48er Partei |
| Kolozsvár I                    | Mór Pisztóry                     | Unabhängigkeits- und 48er Partei |
| Kolozsvár II                   | Miklós Wesselényi                | Unabhängigkeits- und 48er Partei |
| Teke                           | Aladár Szereday                  | Nationale Verfassungspartei      |
| Komitat Komárom                |                                  |                                  |
| Komárom                        | József Szász                     | Unabhängigkeits- und 48er Partei |
| Nagyigmánd                     | Ferenc Thaly                     | Unabhängigkeits- und 48er Partei |
| Nemesócsa                      | István Kuszka                    | Unabhängigkeits- und 48er Partei |
| Tata                           | Gyula Villághy                   | Unabhängigkeits- und 48er Partei |
| Udvard                         | Miklós Zichy                     | Unabhängigkeits- und 48er Partei |
| Komitat Krassó-Szörény         |                                  |                                  |
| Bogsán                         | Korjolán Brediceanu              | Rumänische Nationalpartei        |
| Facsád                         | Frigyes Hajdú                    | Unabhängigkeits- und 48er Partei |
| Karánsebes                     | Szilárd Burdia                   | Nationale Verfassungspartei      |
| Lugos                          | György Popovics                  | Rumänische Nationalpartei        |
| Nagyzorlenc                    | István Petrovics                 | Serbische Nationalpartei         |
| Oravica                        | Korjolán Brediceanu              | Rumänische Nationalpartei        |
| Szászkabánya                   | Aurél Novacu                     | Rumänische Nationalpartei        |
| Komitat Liptó                  |                                  |                                  |
| Liptószentmiklós               | Mátyás Bella Metód               | Slowakische Nationalpartei       |
| Rózsahegy                      | Ödön Beniczky                    | Katholische Volkspartei          |
| Komitat Maros-Torda            |                                  |                                  |
| Ákosfalva                      | Andor Barcsay                    | Unabhängigkeits- und 48er Partei |
| Gernyeszeg                     | Albert Filep                     | Unabhängigkeits- und 48er Partei |
| Marosvásárhely (Kreis)         | István Bethlen                   | Unabhängigkeits- und 48er Partei |
| Marosvásárhely (Stadt) I       | Dénes Sebess                     | Unabhängigkeits- und 48er Partei |
| Marosvásárhely (Stadt) II      | János Bedőházy                   | Unabhängigkeits- und 48er Partei |
| Nyárádszereda                  | Sándor Gál                       | Unabhängigkeits- und 48er Partei |
| Szászrégen                     | Nándor Urmánczy                  | Unabhängigkeits- und 48er Partei |
| Komitat Máramaros              |                                  |                                  |
| Huszt                          | Endre Dudics                     | Unabhängigkeits- und 48er Partei |
| Máramarossziget                | Mihály Kökényesdy                | Unabhängigkeits- und 48er Partei |
| Ökörmező                       | László Nyegre                    | Nationale Verfassungspartei      |
| Sugatag                        | Péter Mihály                     | parteilos                        |
| Técső                          | Dániel Novák                     | Unabhängigkeits- und 48er Partei |
| Visó                           | Ferenc Nagy                      | Nationale Verfassungspartei      |
| Komitat Moson                  |                                  |                                  |
| Magyaróvár                     | Sándor Giesswein                 | Katholische Volkspartei          |
| Zurány                         | Tivadar Batthyány                | Unabhängigkeits- und 48er Partei |
| Komitat Nagy-Küküllő           |                                  |                                  |
| Kőhalom                        | Ferenc Pildner                   | Nationale Verfassungspartei      |
| Medgyes                        | Károly Oberth                    | Nationale Verfassungspartei      |
| Segesvár                       | Vilmos Melzer                    | Nationale Verfassungspartei      |
| Szentágota                     | Rezső Schuller                   | Nationale Verfassungspartei      |
| Komitat Nógrád                 |                                  |                                  |
| Balassagyarmat                 | Vladimir Zichy                   | Unabhängigkeits- und 48er Partei |
| Fülek                          | Marcell Jankovich                | Unabhängigkeits- und 48er Partei |
| Losonc                         | Albert Molnár                    | Unabhängigkeits- und 48er Partei |
| Nógrád                         | József Kálosi                    | Unabhängigkeits- und 48er Partei |
| Szécsény                       | Géza Mailáth                     | Katholische Volkspartei          |
| Szirák                         | Márton Kubinyi                   | Unabhängigkeits- und 48er Partei |
| Komitat Nyitra                 |                                  |                                  |
| Érsekújvár                     | Pál Kovács                       | Katholische Volkspartei          |
| Galgóc                         | Kálmán Fodor                     | Nationale Verfassungspartei      |
| Nagytapolcsány                 | László Hunyady                   | Katholische Volkspartei          |
| Nyitra                         | Lajos Mérey                      | Unabhängigkeits- und 48er Partei |
| Privigye                       | Kálmán Brestyánszky              | Katholische Volkspartei          |
| Szakolca                       | János Csernoch                   | Katholische Volkspartei          |
| Szenice                        | József Emődy                     | Nationale Verfassungspartei      |
| Vágújhely                      | Aladár Markhot                   | Nationale Verfassungspartei      |
| Vágvecse                       | Dezső Ajtcs Horváth              | Katholische Volkspartei          |
| Verbó                          | György Rudnyánszky               | Nationale Verfassungspartei      |
| Komitat Pest-Pilis-Solt-Kiskun |                                  |                                  |
| Abony                          | Mihály Lévay                     | Unabhängigkeits- und 48er Partei |
| Alsódabas                      | István Keller                    | Unabhängigkeits- und 48er Partei |
| Budapest I                     | Antal Szebeny                    | Unabhängigkeits- und 48er Partei |
| Budapest II                    | Imre Németh                      | Unabhängigkeits- und 48er Partei |
| Budapest III                   | Antal Keszits                    | Unabhängigkeits- und 48er Partei |
| Budapest IV                    | Géza Polónyi                     | Unabhängigkeits- und 48er Partei |
| Budapest V                     | Pál Sándor                       | parteilos                        |
| Budapest VI                    | Vilmos Vázsonyi                  | Unabhängige Demokraten           |
| Budapest VII                   | Béla Barabás                     | Unabhängigkeits- und 48er Partei |
| Budapest VIII                  | Dezső Nagy                       | Unabhängigkeits- und 48er Partei |
| Budapest IX und X              | Aladár Ballagi                   | Unabhängigkeits- und 48er Partei |
| Cegléd                         | Ferenc Kossuth                   | Unabhängigkeits- und 48er Partei |
| Dunakecel                      | Miklós Pozsgay                   | Unabhängigkeits- und 48er Partei |
| Dunapataj                      | Ferenc Krasznay                  | Unabhängigkeits- und 48er Partei |
| Dunavecse                      | Sándor Benyovszky                | Unabhängigkeits- und 48er Partei |
| Fülöpszállás                   | Ferenc Hermán                    | Unabhängigkeits- und 48er Partei |
| Gödöllő                        | Lehel Héderváry                  | Unabhängigkeits- und 48er Partei |
| Kecskemét I                    | János Hock                       | Unabhängigkeits- und 48er Partei |
| Kecskemét II                   | István Szappanos                 | Unabhängigkeits- und 48er Partei |
| Kiskunfélegyháza               | Lajos Holló                      | Unabhängigkeits- und 48er Partei |
| Monor                          | Huba Szemere                     | Unabhängigkeits- und 48er Partei |
| Nagykőrös                      | Ferenc Gubody                    | Unabhängigkeits- und 48er Partei |
| Ráckeve                        | Sándor Lipthay                   | Unabhängigkeits- und 48er Partei |
| Szentendre                     | Miklós Weresmarthy               | Unabhängigkeits- und 48er Partei |
| Vác                            | János Bottlik                    | Unabhängigkeits- und 48er Partei |
| Komitat Pozsony                |                                  |                                  |
| Bazin                          | Ferenc Jehlicska                 | Slowakische Nationalpartei       |
| Dunaszerdahely                 | Ferenc Bartal                    | Unabhängigkeits- und 48er Partei |
| Galánta                        | Béla Esterházy                   | Nationale Verfassungspartei      |
| Morvaszentjános                | Pál Blahó                        | Slowakische Nationalpartei       |
| Nagyszombat                    | Márton Kollár                    | Slowakische Nationalpartei       |
| Pozsony I                      | Ottó Szikláy                     | Unabhängigkeits- und 48er Partei |
| Pozsony II                     | Sándor Popovics                  | Nationale Verfassungspartei      |
| Somorja                        | Gyula Sághy                      | Unabhängigkeits- und 48er Partei |
| Stomfa                         | Nándor Juriga                    | Slowakische Nationalpartei       |
| Szenc                          | Ferenc Csizmazia                 | Nationale Partei der Arbeit      |
| Komitat Sáros                  |                                  |                                  |
| Bártfa                         | Leo Uhlig                        | Nationale Verfassungspartei      |
| Eperjes                        | Iván Újházy                      | Nationale Partei der Arbeit      |
| Girált                         | Aurél Dessewffy                  | Nationale Verfassungspartei      |
| Héthárs                        | Zsigmond Péchy                   | Nationale Verfassungspartei      |
| Kisszeben                      | Félix Szinnyei-Merse             | Nationale Verfassungspartei      |
| Zboró                          | Mihály Artim                     | Katholische Volkspartei          |
| Komitat Somogy                 |                                  |                                  |
| Csurgó                         | József Inkey                     | Unabhängigkeits- und 48er Partei |
| Kaposvár                       | László Thaly                     | Unabhängigkeits- und 48er Partei |
| Lengyeltóti                    | Gaszton Gaál                     | Unabhängigkeits- und 48er Partei |
| Marcali                        | Miklós Zboray                    | Katholische Volkspartei          |
| Nagyatád                       | Gyula Chernel                    | Unabhängigkeits- und 48er Partei |
| Szigetvár                      | Lajos Olay                       | Unabhängigkeits- und 48er Partei |
| Szil                           | Géza Kacskovics                  | Unabhängigkeits- und 48er Partei |
| Tab                            | Ottó Hoffmann                    | Unabhängigkeits- und 48er Partei |
| Komitat Sopron                 |                                  |                                  |
| Csorna                         | István Rakovszky                 | Katholische Volkspartei          |
| Eszterháza                     | János Molnár                     | Katholische Volkspartei          |
| Kismarton                      | Ferenc Bolgár                    | Nationale Verfassungspartei      |
| Lövő                           | Károly Hencz                     | Katholische Volkspartei          |
| Nagymarton                     | István Tálos                     | Katholische Volkspartei          |
| Sopron                         | Endre Csizmazia                  | Nationale Verfassungspartei      |
| Szabadbáránd                   | János Zichy                      | Nationale Verfassungspartei      |
| Komitat Szabolcs               |                                  |                                  |
| Kisvárda                       | Guidó Hrabovszky                 | Unabhängigkeits- und 48er Partei |
| Nagykálló                      | Béla Mezőssy                     | Unabhängigkeits- und 48er Partei |
| Nyírbátor                      | Miklós Uray                      | Unabhängigkeits- und 48er Partei |
| Nyírbogdány                    | Lipót Kállay                     | Unabhängigkeits- und 48er Partei |
| Nyíregyháza                    | László Meskó                     | Unabhängigkeits- und 48er Partei |
| Tiszalök                       | Zoltán Papp                      | Unabhängigkeits- und 48er Partei |
| Komitat Szatmár                |                                  |                                  |
| Aranyosmeggyes                 | László Vécsey                    | Nationale Verfassungspartei      |
| Csenger                        | Béla Luby                        | Unabhängigkeits- und 48er Partei |
| Fehérgyarmat                   | Géza Luby                        | Unabhängigkeits- und 48er Partei |
| Mátészalka                     | Mihály Szunyog                   | Unabhängigkeits- und 48er Partei |
| Nagybánya                      | Béla Földes                      | Unabhängigkeits- und 48er Partei |
| Nagykároly                     | István Károlyi († 31. Jul. 1907) | Unabhängigkeits- und 48er Partei |
| Somkút                         | Pál Teleki                       | Nationale Verfassungspartei      |
| Szatmár                        | Samu Kelemen                     | Unabhängigkeits- und 48er Partei |
| Komitat Szeben                 |                                  |                                  |
| Kereszténysziget               | Vilmos Gresskowitz               | Nationale Verfassungspartei      |
| Nagydisznód                    | Emil Trauschenfels               | Nationale Verfassungspartei      |
| Nagyszeben I                   | Vilmos Bruckner                  | Nationale Verfassungspartei      |
| Nagyszeben II                  | Gusztáv Lindner                  | Nationale Verfassungspartei      |
| Szászsebes                     | Barna Buday                      | Nationale Verfassungspartei      |
| Újegyház                       | Gusztáv Gratz                    | parteilos                        |
| Komitat Szepes                 |                                  |                                  |
| Gölnicbánya                    | Ede Okolicsányi Zsedényi         | Nationale Verfassungspartei      |
| Görgő                          | Károly Várady                    | Unabhängigkeits- und 48er Partei |
| Igló                           | Antal Günther                    | Unabhängigkeits- und 48er Partei |
| Késmárk                        | Aladár Burgyán                   | Unabhängigkeits- und 48er Partei |
| Lőcse                          | Mihály Mariássy                  | Unabhängigkeits- und 48er Partei |
| Lubló                          | Károly Gedult-Jungenfeld         | Nationale Verfassungspartei      |
| Szepesszombat                  | Aladár Reisz                     | Nationale Verfassungspartei      |
| Komitat Szilágy                |                                  |                                  |
| Diósad                         | Zsombor Szász                    | Unabhängigkeits- und 48er Partei |
| Szilágycseh                    | Zoltán Szentkirályi              | Unabhängigkeits- und 48er Partei |
| Szilágysomlyó                  | Gábor Ugron                      | Unabhängigkeits- und 48er Partei |
| Tasnád                         | Árpád Kun                        | Unabhängigkeits- und 48er Partei |
| Zilah                          | Zoltán Lengyel                   | Unabhängigkeits- und 48er Partei |
| Komitat Szolnok-Doboka         |                                  |                                  |
| Bethlen                        | Ádám Bethlen                     | Unabhängigkeits- und 48er Partei |
| Dés                            | Imre Betegh                      | Unabhängigkeits- und 48er Partei |
| Magyarlápos                    | Géza Teleki                      | Nationale Verfassungspartei      |
| Nagyiklód                      | László László                    | Katholische Volkspartei          |
| Nagyilonda                     | Tivadar Miháli                   | Rumänische Nationalpartei        |
| Szamosújvár                    | László Dániel                    | Nationale Partei der Arbeit      |
| Szék                           | Sándor Rudnyánszky               | Unabhängigkeits- und 48er Partei |
| Komitat Temes                  |                                  |                                  |
| Csákova                        | Péter Dobroszláv                 | Unabhängigkeits- und 48er Partei |
| Fehértemplom                   | Miklós Pescha                    | Nationale Verfassungspartei      |
| Kisbecskerek                   | Ferenc Steiner                   | Unabhängigkeits- und 48er Partei |
| Lippa                          | Gergely Kabdebo                  | Nationale Verfassungspartei      |
| Moravica                       | Iván Sztojanovits                | Nationale Verfassungspartei      |
| Orczyfalva                     | Imre Szivák                      | Nationale Verfassungspartei      |
| Rékás                          | Antal Heinrich                   | Nationale Verfassungspartei      |
| Temesvár                       | Sándor Wekerle                   | Nationale Verfassungspartei      |
| Újarad                         | János Philipp                    | Nationale Verfassungspartei      |
| Végvár                         | István Csepreghi                 | Nationale Verfassungspartei      |
| Komitat Tolna                  |                                  |                                  |
| Bonyhád                        | János Weber                      | Unabhängigkeits- und 48er Partei |
| Kölesd                         | Rezső Benyovszky                 | Nationale Verfassungspartei      |
| Ozora                          | János Manojlovics                | Serbische Nationalpartei         |
| Paks                           | István Szluha                    | Unabhängigkeits- und 48er Partei |
| Pincehely                      | László Rátkay                    | Unabhängigkeits- und 48er Partei |
| Szakcs                         | János Szluha                     | Unabhängigkeits- und 48er Partei |
| Szekszárd                      | Károly Szabó                     | Unabhängigkeits- und 48er Partei |
| Komitat Torda-Aranyos          |                                  |                                  |
| Felvinc                        | Imre Miksa                       | Unabhängigkeits- und 48er Partei |
| Marosludas                     | Antal Eber                       | Unabhängigkeits- und 48er Partei |
| Torda                          | Endre Vertán                     | Unabhängigkeits- und 48er Partei |
| Torockó                        | Viktor Thoroczkay                | Unabhängigkeits- und 48er Partei |
| Komitat Torontál               |                                  |                                  |
| Bánátkomlós                    | Imre Várnay                      | Unabhängigkeits- und 48er Partei |
| Lovrin                         | János Baross                     | Unabhängigkeits- und 48er Partei |
| Nagykikinda                    | Mihály Polit                     | Serbische Nationalpartei         |
| Nagyszentmiklós                | Sándor Nákó                      | Nationale Verfassungspartei      |
| Pancsova                       | Károly Bohus                     | Unabhängigkeits- und 48er Partei |
| Párdány                        | Kálmán Kiszely                   | Unabhängigkeits- und 48er Partei |
| Szentgyörgy                    | Samu Kardos                      | Unabhängigkeits- und 48er Partei |
| Törökbecse                     | Jása Mrksity                     | Serbische Nationalpartei         |
| Törökkanizsa                   | Béla Tallián                     | parteilos                        |
| Ozora                          | János Manojlovics                | Serbische Nationalpartei         |
| Zichyfalva                     | Jenő Karátsonyi                  | Nationale Verfassungspartei      |
| Zsombolya                      | Gyula Hódy                       | Unabhängigkeits- und 48er Partei |
| Komitat Trencsén               |                                  |                                  |
| Bán                            | Gyula Jánoky-Madocsány           | Katholische Volkspartei          |
| Bittse                         | József Teszelszky                | Nationale Verfassungspartei      |
| Csaca                          | Imre Gyuriss                     | Katholische Volkspartei          |
| Illava                         | László Mednyánszky               | Katholische Volkspartei          |
| Trencsén                       | Jusztin Baross                   | Nationale Verfassungspartei      |
| Várna                          | Sándor Ernszt                    | Katholische Volkspartei          |
| Vágbeszterce                   | György Szmrecsányi               | Katholische Volkspartei          |
| Zsolna                         | Manó Ság                         | Unabhängigkeits- und 48er Partei |
| Komitat Turóc                  |                                  |                                  |
| Stubnya                        | Simon Révay                      | Nationale Verfassungspartei      |
| Szucsány                       | György Justh                     | Unabhängigkeits- und 48er Partei |
| Komitat Udvarhely              |                                  |                                  |
| Oklánd                         | Ernő Hinléder-Fels               | Unabhängigkeits- und 48er Partei |
| Oláhfalu                       | József Simkó                     | Unabhängigkeits- und 48er Partei |
| Székelykeresztúr               | Dezső Gyarmathy                  | Unabhängigkeits- und 48er Partei |
| Székelyudvarhely (Kreis)       | Tamás Kállay                     | Unabhängigkeits- und 48er Partei |
| Székelyudvarhely (Stadt)       | Albert Kovácsy                   | Unabhängigkeits- und 48er Partei |
| Komitat Ugocsa                 |                                  |                                  |
| Halmi                          | Zsigmond Fogarassy               | Unabhängigkeits- und 48er Partei |
| Nagyszőlős                     | Ernő Bródy                       | Unabhängige Demokraten           |
| Komitat Ung                    |                                  |                                  |
| Nagyberezna                    | György Nehrebeczky               | Nationale Verfassungspartei      |
| Nagykapos                      | Zoltán Bernáth                   | Unabhängigkeits- und 48er Partei |
| Szobránc                       | Sándor Sztáray                   | Nationale Verfassungspartei      |
| Ungvár                         | Géza Polónyi                     | Unabhängigkeits- und 48er Partei |
| Komitat Vas                    |                                  |                                  |
| Celldömölk                     | Lajos Ostffy                     | Unabhängigkeits- und 48er Partei |
| Felsőőr                        | Gyula Erdődy                     | Nationale Verfassungspartei      |
| Körmend                        | Gyula Lukács                     | Unabhängigkeits- und 48er Partei |
| Kőszeg                         | Hugo Laehne                      | Unabhängigkeits- und 48er Partei |
| Muraszombat                    | Zsigmond Batthyány               | Unabhängigkeits- und 48er Partei |
| Németújvár                     | Sándor Simonyi-Semadam           | Katholische Volkspartei          |
| Rum                            | Ferenc Buzáth                    | Katholische Volkspartei          |
| Sárvár                         | Ottó Förster                     | Katholische Volkspartei          |
| Szentgotthárd                  | Kálmán Széll                     | Nationale Verfassungspartei      |
| Szombathely                    | Sándor Gotthard                  | Unabhängigkeits- und 48er Partei |
| Komitat Veszprém               |                                  |                                  |
| Enying                         | József Bakó                      | Unabhängigkeits- und 48er Partei |
| Nagyvázsony                    | József Horváth                   | Unabhängigkeits- und 48er Partei |
| Pápa                           | Pál Hoitsy                       | Unabhängigkeits- und 48er Partei |
| Somlóvásárhely                 | Lajos Hentaller                  | Unabhängigkeits- und 48er Partei |
| Ugod                           | Géza Kaufmann                    | Unabhängigkeits- und 48er Partei |
| Veszprém                       | Ubul Kállay                      | Unabhängigkeits- und 48er Partei |
| Zirc                           | Ferenc Udvary                    | Katholische Volkspartei          |
| Komitat Zala                   |                                  |                                  |
| Baksa                          | Ferenc Darányi                   | Katholische Volkspartei          |
| Csáktornya                     | Kálmán Ziegler                   | Unabhängigkeits- und 48er Partei |
| Keszthely                      | József Batthyány                 | Unabhängigkeits- und 48er Partei |
| Lendva                         | Béla Nyáry                       | Katholische Volkspartei          |
| Letenye                        | Milán Dobrovics                  | Unabhängigkeits- und 48er Partei |
| Nagykanizsa                    | Aladár Zichy                     | Katholische Volkspartei          |
| Szentgrót                      | Zsigmond Eitner                  | Unabhängigkeits- und 48er Partei |
| Tapolca                        | Ignác Darányi                    | Nationale Verfassungspartei      |
| Zalaegerszeg                   | József Farkas                    | Katholische Volkspartei          |
| Komitat Zemplén                |                                  |                                  |
| Homonna                        | Sándor Andrássy                  | Nationale Verfassungspartei      |
| Királyhelmec                   | Béla Meczner                     | Unabhängigkeits- und 48er Partei |
| Mád                            | Béla Bernáth                     | Unabhängigkeits- und 48er Partei |
| Megyaszó                       | Dezső Potoczky                   | Nationale Verfassungspartei      |
| Nagymihály                     | Bertalan Czibur                  | Nationale Verfassungspartei      |
| Olaszliszka                    | Sándor Andrássy                  | Nationale Verfassungspartei      |
| Sátoraljaújhely                | Barna Buza                       | Unabhängigkeits- und 48er Partei |
| Terebes                        | Gyula Andrássy                   | Nationale Verfassungspartei      |
| Terebes                        | Móric Esterházy                  | Nationale Verfassungspartei      |
| Komitat Zólyom                 |                                  |                                  |
| Breznóbánya                    | Sándor Wekerle                   | Nationale Verfassungspartei      |
| Szliács                        | Ödön Battik                      | Nationale Verfassungspartei      |
| Zólyom                         | Lajos Jekelfalussy               | Nationale Verfassungspartei      |
| Stadt Fiume mit Gebiet         |                                  |                                  |
| Fiume                          | Richard Zanella                  | Nationale Verfassungspartei      |

## Entsendete Abgeordnete
Vom Landtag (Sabor) Kroatien-Slawoniens entsendete Abgeordnete:
- Ljubomir Babics
- János Banjanin
- Erazmo Barcsics
- Antal Bauer
- György Bedekovics
- Márk Bombelles
- György Brankivich
- Vatroszláv Brlics
- Bude Budiszavlyevics
- István Czerovácz
- Gyula Drahobeczky
- Mirko Grahovácz
- Mihály Grujic
- Gedeon Ilic
- László Jankovich
- Géza Josipovich
- György Krasojevich
- István Kutuzovics
- Mladen Liszavácz
- Ödön Lukinics
- Péter Magdics
- Bogoszlav Mazsuranics
- Bogdán Medákovich
- Gusztáv Modrusán
- Miron Nikolics
- Rezső Norman-Ehrenfels
- Dusán Peles
- Bogdán Penjich
- Antal Pinterovics
- Dusán Popovics
- Ferenc Potocsnjak
- Szvetozár Pribicsevics
- József Purics
- Géza Rauch
- Pál Rauch
- György Surmin
- Gergely Tuskán
- Bozso Vinkovics
- István Zagorácz